# كاتي ولف
كاتي ولف (بالإنجليزية: Katie Wolfe)‏ هي مخرجة وممثلة نيوزيلندية، ولدت في 1968 في نيو بلايموث في نيوزيلندا.

## وصلات خارجية
- كاتي ولف على موقع IMDb (الإنجليزية)
- كاتي ولف على موقع ألو سيني (الفرنسية)
- كاتي ولف على موقع أول موفي (الإنجليزية)
- كاتي ولف على موقع قاعدة بيانات الفيلم (الإنجليزية)
- كاتي ولف على موقع كينوبويسك (الروسية)